# Slim Gaut
Slim Gaut est un acteur américain, né le 8 juillet 1893 à Lewiston (Idaho), mort le 17 avril 1964 à Los Angeles (Californie).

## Filmographie partielle

### Cinéma
- 1939 : Femme ou Démon (Destry Rides Again) de George Marshall
- 1941 : La Charge fantastique (They Died with Their Boots On) de Raoul Walsh
- 1946 : Duel au soleil (Duel in the Sun) de King Vidor
- 1947 : Deux sœurs vivaient en paix (The Bachelor and the Bobby-Soxer) d'Irving Reis
- 1949 : Les Fous du roi (All the King's Men) de Robert Rossen
- 1951 : Deux nigauds contre l'homme invisible (Abbott and Costello Meet the Invisible Man) de Charles Lamont
- 1952 : Sous le plus grand chapiteau du monde (The Greatest Show on Earth) de Cecil B. DeMille
- 1952 : Les Indomptables (The Lusty Men) de Nicholas Ray et Robert Parrish : Un spectateur du rodéo
- 1953 : La Guerre des mondes (The War of the Worlds) de Byron Haskin
- 1954 : Je suis un aventurier (The Far Country) d'Anthony Mann
- 1956 : La Loi du Seigneur (Friendly Persuasion) de William Wyler
- 1957 : L'Odyssée de Charles Lindbergh (The Spirit of St. Louis) de Billy Wilder

### Télévision
- 1957 : Perry Mason (série)